# Martin Maxmilián z Goltze
Martin Maxmilián svobodný pán z Goltze (německy Martin Maximilian Freiherr von der Goltz, * asi 1593, Pomořansko - 1653, Golčův Jeníkov) byl císařský plukovník, generální polní zbrojmistr a specialista na stavbu pevností ve třicetileté válce. Pocházel ze šlechtického rodu Goltzů (počeštěně Golčů). Byl také městským velitelem Rostocku, Einbecku, Žitavy, Budyšína a Řezna. V historii se stal nechvalně známým v roce 1634 v souvislosti s požárem města Budyšína, a pak také v souboji v Praze, kde v roce 1647 zastřelil Wolfa Adama von Pappenheima, jediného syna polního maršála Pappenheima, a ukončil tak Treuchtlingenskou linii hrabat z Pappenheimu.

## Život
Martin Maxmilián z Goltze pocházel z pomořanské linie rodiny Goltzů a byl jediným synem Johanna Martina von der Goltz a jeho první manželky Ilse, rozené von Güntersbergové. Vyrůstal v protestantské rodině, ale předpokládá se, že již v dětství se pod vlivem faráře přiklonil ke katolicismu.
V roce 1611 přišel s pasovskými vojáky poprvé do Čech. Poté pravděpodobně žil nějakou dobu ve Znojmě se svými strýci Güntherem a Reinhardem von der Goltz, kteří po vypuknutí stavovského povstání v roce 1618 sloužili jako plukovníci v moravské stavovské armádě. Martin Maxmilián naproti tomu vstoupil do císařských služeb do pluku plukovníka Hanse von Mollarda a s ním bojoval v bitvě na Bílé hoře v roce 1620. Poté se jako poručík připojil k pluku Pietra Aldobrandiniho a bojoval proti Gabrielu Bethlenovi v Uhrách. 
Když byl pluk po mírové smlouvě v Nikolsburgu na konci roku 1622 rozpuštěn, byl Martin Maxmilián povýšen do hodnosti plukovníka seržanta. Potom se vrátil na Moravu a převzal od svých strýců jejich znojemské sídlo (Golčův palác ve Znojmě dnes slouží jako nová radnice). Kolem roku 1624 vstoupil do pluku plukovníka Jindřicha Šlika a bojoval ve Slezsku a Holandsku, pak přešel k pluku Juliani, kde mu byla udělena hodnost podplukovníka a velitele pluku. Po obsazení Rostocku plukem plukovníka Jindřicha Ludvíka z Hatzfeldu roku 1629 byl Martin Maxmilián z Goltze umístěn v tomto hanzovním městě, po smrti Hatzfelda v únoru 1631 převzal jeho úřad velitele města, byl také povýšen na plukovníka a Hatzfeldova vdova Marie Magdalena Juliana z Obsinnigu se stala jeho životní družkou. Rostock odolával obléhání Švédů jen do října 1631, kdy se jim vzdal, a Martin Maxmilián z Goltze se pak přidal k vojsku generála Pappenheima. Společně s ním dobyl Einbeck, kde zůstal jako velitel. Ke konci roku 1932 přesunul svá vojska na jih do Žitavy, kde rovněž zůstal jako velitel a kde nechal postavit nové městské opevnění. Po dobytí Budyšína v roce 1633 se jako velitel města přesunul tam, kde také začal s renovací opevnění. Během obléhání Sasy ale nechal Martin Maxmilián z Goltze zapálit zbývající domy u městských hradeb, aby obléhatelům nemohly poskytnout útočiště, a kvůli založeným požárům lehlo popelem téměř celé město Budyšín, včetně zásob císařské armády, takže se Goltz musel Sasům vzdát. Za příslib šestiměsíčního příměří mu bylo umožněno se i s posádkou ze zničeného města stáhnout. V červenci 1634, během obléhání Řezna Švédy, byl Goltz zařazen pod generálporučíkem Gallasem a přesídlil do Řezna do Horní Falce, kde pak byl císařem Ferdinandem III. jmenován velitelem města. Po bitvě u Nördlingenu dne 15. září 1634 císař povýšil Goltze na barona s vylepšeným erbem. Na podzim roku 1635 byli Goltz a jeho pluk přiděleni do italské Valtelliny a počátkem roku 1636 se jeho jednotky utábořily poblíž Mühlhausenu. V květnu roku 1636 byl Martin Maxmilián z Goltze povýšen do generálské hodnosti polního zbrojmistra. Ze zabaveného majetku Jana Rudolfa Trčky z Lípy dostal ve stejném roce českou obec Jeníkov jako císařský dar a odcestoval do Čech, aby svůj nový majetek převzal. Kromě samotného Jeníkova byly součástí nového Goltzova panství také obce Kozohlody, Přibislavice, Žandov, Podmokly, později pak přikoupil ještě např. Nové Vohančice nebo Hostačov.
V říjnu 1636 se Martin Maxmilián Goltz vrátil k vojenské službě, v roce 1638 ale přicestoval zpět na své jeníkovské panství, kde se oženil se svojí družkou Marií Magdalenou von Obsinnig a panství na ni přepsal. Již na podzim roku 1638 byl znovu povolán a aktivní vojenskou službu opustil až ke konci roku 1641, a to ze zdravotních důvodů. Zpočátku se ještě věnoval zásobování svých bývalých jednotek, které byly nyní podřízeny polnímu maršálovi Franzovi Albrechtovi von Sachsen-Lauenburg. V prosinci 1641 se ale s císařským souhlasem definitivně stáhl na své Švédy zničené Jeníkovské panství, a od roku 1645 také částečně pobýval v domě na Starém Městě pražském.
30. června 1647 se na schůzce generálů a plukovníků svolané Rudolfem Colloredem na Malé Straně dostal Martin Maxmilián z Goltze do sporu s Wolfgangem Adamem von Pappenheim, synem generála Pappenheima, který Goltze před přítomnými urážel, vyhrožoval mu pistolí a nakonec ho vyzval na souboj. Ten se uskutečnil bez sekundantů, v oblasti dnešních Mariánských hradeb poblíž Pražského hradu, a pro Pappenheima skočil smrtí. Goltz byl uvržen do domácího vězení, ale 21. srpna 1647 byl císařem Ferdinandem III. propuštěn. Traduje ze, že jako pokání založil Martin Maxmilián z Goltze v Jeníkově špitál a některé své statky věnoval jezuitům.

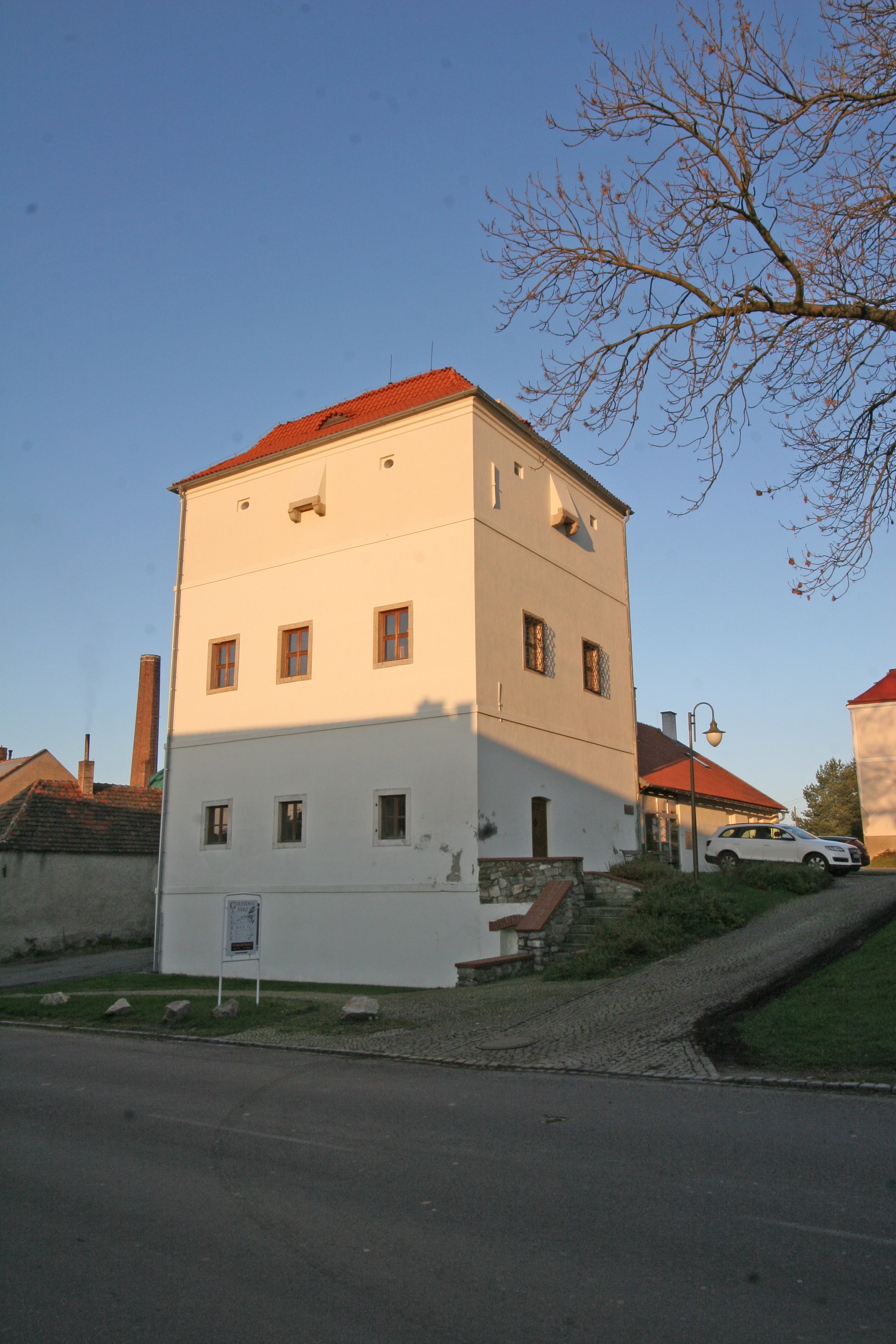
Goltzova tvrz

V polovině roku 1648 byl Martin Maxmilián z Goltze znovu povolán do aktivní vojenské služby. Jmenování vrchním velitelem císařské armády odmítl, podílel se ale v Českých Budějovicích na budování armádního sboru určeného na podporu Praze, v té době obležené Švédy. Než se sbor k Praze přesunul, přišly už ale zprávy o vestfálském míru. Goltz se pak podílel na organizování odsunu Švédů. V roce 1650 se potom vrátil do Jeníkova a zahájil přestavbu města, do čehož zahrnul i osadu Zábělčice, zaniklou během třicetileté války. Již v roce 1640 Goltz zprovoznil v Jeníkově zpustlý kostel sv. Kříže, zasvětil jej Panně Marii a věnoval mu zvon. Nejvýznamnější investice do městské zástavby ale přišly až po roce 1645 a mezi ně patřila nová obytná tvrz, loretánská kaple (dnes součást děkanského kostela sv. Františka Serafínského), první kamenná radnice a jezuitská rezidence. Společně s manželkou se totiž Goltz snažil o rekatolizaci místních obyvatel a v roce 1652 nechal dopravit z Kutné Hory do Jeníkova několik jezuitů, kterým kromě nového sídla věnoval také obce Sirákovice a Spytice a přislíbil jim pravidelnou roční podporu 1000 zlatých.
10. května 1653 Martin Maxmilián z Goltze, který trpěl dnou a ledvinovými kameny, bez závěti zemřel. Marie Magdalena jej následovala o čtyři roky později, 25. listopadu 1657. Manželství zůstalo bezdětné. Oba manželé byli pohřbeni v loretánské kapli v Jeníkově. Marie Magdalena v závěti odkázala Jeníkovské panství Janu Jetřichu Ledebourovi, osiřelému synovi své sestry, kterého vychovávala, a zavázala ho, aby dal v Jeníkově vystavět věž se zvonicí a pokračoval ve vyplácení ročního kapitálu 100 zlatých jezuitům. Toto přání ale nebylo splněno a spory mezi Janem Jetřichem Ledebourem a jezuity se táhly dalších 16 let.
Město bylo v roce 1720 oficiálně přejmenováno na Golčův Jeníkov.